# Nino Cannata
Antonino Cannata, detto Nino (Catania, 20 giugno 1929 – Milano, 1º dicembre 2016), è stato un fumettista e giornalista italiano ideatore di Sadik, uno dei fumetti neri italiani degli anni sessanta.

## Biografia
Esordisce come giornalista nel 1945 pubblicando articoli sul quotidiano La Sicilia, sul settimanale politico Unione e sul periodico L'Amico della Gioventù; negli anni cinquanta è caporedattore di Panorama, quotidiano pubblicato a Catania, poi corrispondente provinciale dell'Avanti! e cronista per il quotidiano Corriere di Sicilia. Primi contatti con i fumetti si ebbero nel 1956 quando scrisse per il settimanale La Città, un articolo di critica sui fumetti e quando scrisse il suo primo fumetto, La morte bianca, un poliziesco pubblicato a puntate sul settimanale locale Tutto. Dopo un'esperienza come freelance in Francia, torna in Italia dove nel 1959 dirige il periodico Sud Italia.
Si trasferisce a Milano nel 1961 dove si dedica a scrivere fumetti per l'editrice Astorina come la serie Maciste, disegnata da Renzo Orrù e pubblicata in appendice a Big Ben Bolt e, per l'editore Gino Sansoni, disegna vignette umoristiche che vengono pubblicate sul Bertoldo; per la Casa Editrice Universo idea il personaggi di Bold Boy, protagonista di una serie disegnata da Gino Pallotti. Sfruttando il successo del fumetto nero Diabolik, l'editore Ugo Dal Buono lo incarica di inventarne uno simile e lui idea, nel 1965, Sadik, protagonista di una serie omonima che riscosse un certo successo; sulla scia invece del genere spionistico alla James Bond, inventa il personaggio di Walter Sten. Dal 1966 scrive sceneggiature per i tascabili a fumetti dell'editore Renato Bianconi come Uranella e, dal 1969, per l'editore Ugo Dal Buono, serie di genere avventuroso come Joe Ringo, Jean La Morte, La Freccia Nera, ma anche serie a fumetti per adulti come Angelica, Justine e La Vergine Nera.
Negli anni 1970 continua a scrivere serie per adulti edite da Dal Buono come Saffo, Teodora, Alcina la Maga, I Demoni e, per l'editore Francesco Paolo Conte, cura il settimanale Il Travaso, nuova edizione de L'Avventuroso, oltre ai tascabili Padrino Boss e il Mascellone mentre, per la Mondadori cura dal 1974 le riviste a fumetti Audax, Thrilling, Kosmos e Secret; dopo aver interrotto la collaborazione con la Mondadori inizia a collaborare con il settimanale Corrier Boy, edito dalla Rizzoli, per il quale crea alcune serie come Savage.
Negli anni 1980, per le Edizioni Il Momento, è direttore responsabile della rivista Robinson nel 1981 e, nel 1983, cura la nuova serie edita da Publimilano de Il Mago, uscita per soli cinque numeri. Dal 1997 collabora con l'agenzia editing Epierre di Gianni Bono. Nel 2002 dirige Trend Girl.